# Xã Washington, Quận Daviess, Missouri
Xã Washington (tiếng Anh: Washington Township) là một xã thuộc quận Daviess, tiểu bang Missouri, Hoa Kỳ. Năm 2010, dân số của xã này là 141 người.